# سیارک ۳۶۰۸
سیارک ۳۶۰۸ (به انگلیسی: 3608 Kataev، نامگذاری:1978SD1) سه هزار و ششصد و هشتمین سیارک کشف شده‌است که در ۲۷ سپتامبر ۱۹۷۸ کشف شد.
قدر مطلق سیارک برابر ۱۰٫۹۰ است.